# Championnats du monde de gymnastique acrobatique 1976
Navigation
Édition précédente Édition suivante
Les championnats du monde de gymnastique acrobatique 1976, deuxième édition des championnats du monde de gymnastique acrobatique, ont eu lieu du 20 au 25 septembre 1976 à Sarrebruck, en Allemagne de l'Ouest.